# كومارراجو أتشامامبا
الدكتورة كومارراجو أتشامامبا (ولدت في 6 سبتمبر 1906) هي محامية هندية وطبيبة نسائية وسياسية سابقة وعضو مجلس النواب وحاصلة على شهادة من جامعة كلية الأطباء الملكية (L.R.C.P).

## نشأتها وسيرتها المهنية
ولدت كومارراجو أتشامامبا في جونتور عام 1906. والدها المؤرخ كوماراجو فينكاتا لاكشمانا راو. شاركت في حركة الاستقلال الهندية. كانت قائدة طلابية للفتيات المتطوعات في جلسة المؤتمر الوطني الهندي التي عقدت في كاكينادا في عام 1924. في عام 1928، كانت قائدة مظاهرة العلم الأسود للطالبات التي قامت ضد لجنة سيمون في مدينة مدراس في السابق. في الفترة الممتدة من 1943 إلى 1948، كانت عضوًا في الحزب الشيوعي الهندي. بعد ذلك بوقت قصير، انضمت إلى حزب المؤتمر الوطني الهندي في عام 1948. في عام 1957، تم انتخابها كعضو في ثاني لوك سابها من فيجاياوادا لتمثل المؤتمر الوطني الهندي.
وهي مؤلفة كتاب الأمومة - تغذية الرضع باللغة التيلوغوية التي تهدف من خلاله إلى إزالة التقاليد الخاطئة الشائعة حول نمو الأطفال. كما أنها نشرت مجلة عن المرأة تحت عنوان ماهيلا. تزوجت من فينكاتاراما ساستري في عام 1940؛ وانجبت ابنتها تانيا.
في عام 2006، أقيمت الاحتفالات في حيدر أباد بمناسبة الذكرى المئوية لميلادها.

## روابط خارجية
- الدكتور كومارراجو أتشامامبا في لوك سابها